# UL (ヒップホップ)
UL（ユーエル）は、LITTLEとMCUで結成された日本のヒップホップグループ。所属レコード会社はタワーレコード。通称「UL」、グループ名の由来は、MCUの「U」,LITTLEの「L」から来ていると思われる。RHYMESTER等が在籍するコミュニティFUNKY GRAMMAR UNITや神輿ロッカーズの一員でもある。

## 来歴
2011年春結成｡第一弾楽曲として｢By Blow Bye Bye Blow｣をウェザーニュースの｢春ウタ｣のテーマソングとして無料配信｡1 週間経たずして 150 万 DL を記録｡
その後､毎年夏 / 冬の大型フェスティバルなどへ出演し楽曲を披露するものの､新曲発表はされぬままジワジワ活動｡ 
2013 年 8 月 日本最大級の邦楽フェスティバル｢ROCK IN JAPAN FES 2013｣にて新曲｢夏歌詩｣を初披露｡同時刻から iTunes で配信リリース｡その後｢a-nation 2013｣｢MTV ZUSHI FES COUNTDOWNJAPAN 13/14｣などへ出演｡2014 年3月5日KREVA プロデュースの元で制作に3年を費やしたアルバム｢ULTRAP｣を発売｡アルバム発売後はライブ活動も本格化する中､5月に初のワンマンライブ｢1st ONE MAN in WWW "ULTRAP RELEASE BASH!"｣を行い超満員となる｡そして2014年夏｢ROCK IN JAPAN 2014｣ではULはもちろん､KICK THE CAN CREWとしても実に11年ぶりのステージを行う｡ULのステージでは配信限定シングル『One Mic/アリとキリギリス』のリリースを発表｡同日より配信リリースを開始｡2015年4月29日超豪華なゲストアーティスト&作家陣が参加した2ndアルバム｢Boys &Gentlemen｣を発売｡

## メンバー
- LITTLE（リトル、1976年5月7日 AB型）：MC
- MCU（エムシーユー、1973年8月1日 A型）：MC

### サポートメンバー
- KREVA（クレバ、1976年6月18日 O型) ：DJ&トラックメイカー

## ディスコグラフィー

### シングル
1. 夏歌詞 （2013年8月4日配信）
2. One Mic/アリとキリギリス

（2014年8月3日配信）

### アルバム
1. ULTRAP（2014年3月5日発売）
2. Boys&Gentlemen（2015年4月29日発売）

### ミュージック・ビデオ
1. Bye Flow Bye Bye Flow
2. La La Like a Love Song
3. album「ULTRAP」ダイジェストMV
4. 馬ッ鹿者 feat. 増子直純(怒髪天)
5. album「Boys&Gentlemen」Trailer

## 関連アーティスト
- KICK THE CAN CREW
  - KREVA
- 熊井吾郎
- アルファ
  - TSUBOI
- HIRORON
- RHYMESTER
  - DJ JIN
- 怒髪天
  - 増子直純
- Romancrew
  - ALI-KICK
- Full Of Harmony
- 175R
  - SHOGO
- TWERK EM ALL
- Tha Under Stars
- The BK Sound